# Norbert Kapferer
Norbert Kapferer (* 15. Juni 1948 in Sinsheim; † 17. Januar 2018 in Berlin) war ein deutscher Philosophiehistoriker und Politikwissenschaftler.

## Leben und Beruf

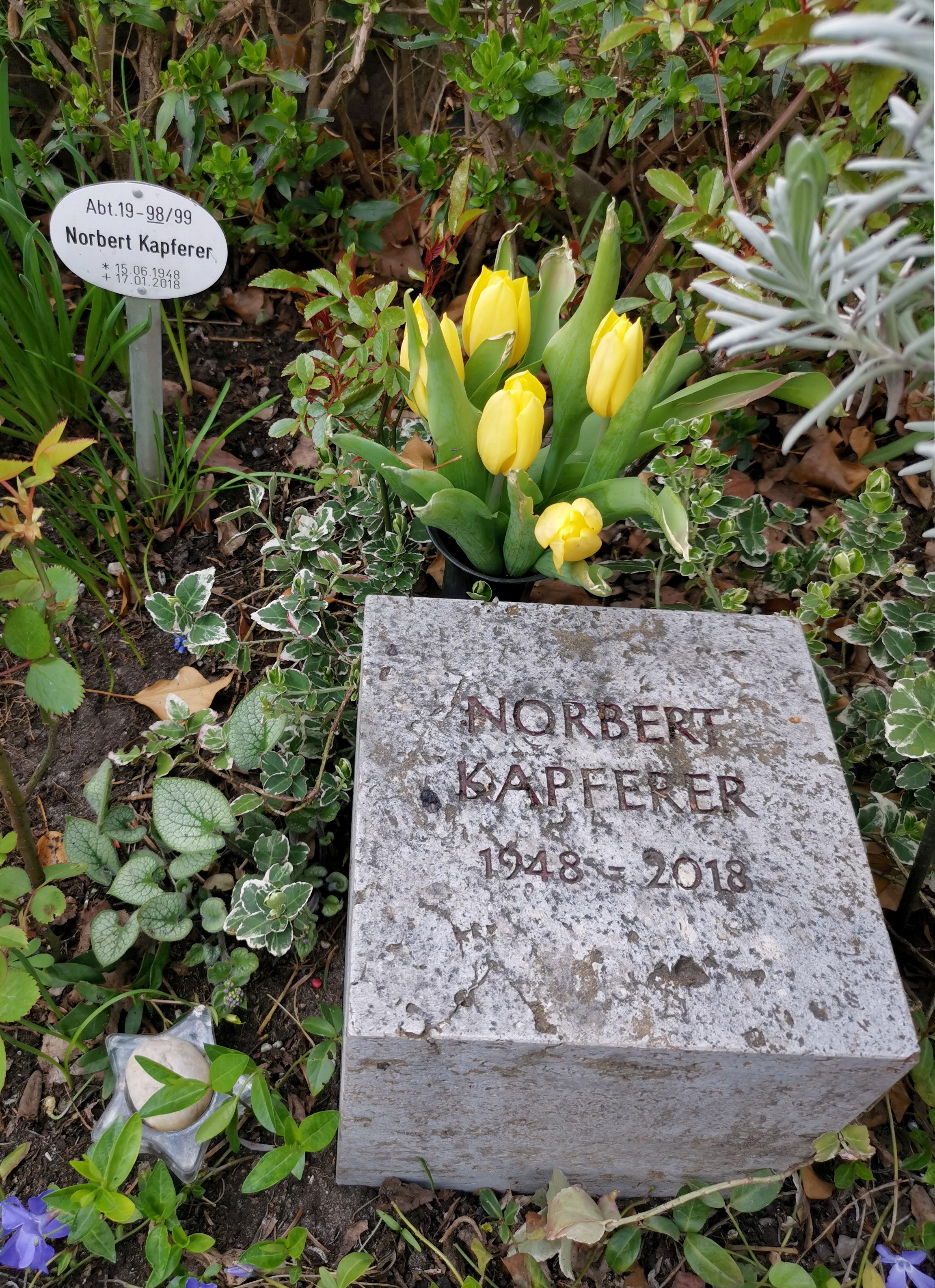
Grabstelle auf dem Friedhof Schöneberg III

Kapferer studierte von 1971 bis 1987 Philosophie, Psychologie und Politikwissenschaft an der FU Berlin. Er wurde 1984 mit einer Arbeit über Martin Heidegger promoviert. Ab 1990 war er Hochschulassistent am Fachbereich Politische Wissenschaft der FU Berlin. Im Jahr 1992 habilitierte er sich. 1996 erhielt er einen Ruf als Gastprofessor an die Europäische Geisteswissenschaftliche Universität, die zu der Zeit in Minsk beheimatet war. Zudem war er seit 1997 außerordentlicher Professor für Philosophie und seit 2012 ordentlicher Professor an der Sozialwissenschaftlichen Fakultät der Universität Breslau.
Kapferer war Wissenschaftlicher Assistent am Fachbereich Philosophie und Sozialwissenschaften der FU Berlin, danach Privatdozent am dortigen Otto-Suhr-Institut. Ferner war er auch Studiendekan der Lessing-Hochschule zu Berlin.
Er wurde auf dem Friedhof Friedenau in Berlin beigesetzt (Abt. 19, Nr. 98).
Sein Bruder war der Politikwissenschaftler Reinhard Rochus Kapferer (1932–2000), der an den Universitäten in Frankfurt am Main und Heidelberg lehrte.

## Schriften (Auswahl)
- Marxistische Erkenntnistheorie als Affirmation: zur Kritik der Widerspiegelungstheorie; an ausgewählten Beispielen. Berlin 1977.
- Denn eigentlich spricht die Sprache (die Fährte Heideggers im Post-Strukturalismus). Frankfurt am Main 1984 (Dissertation).
- Vom „ursprünglichen Zauber des Wortes“. Ansätze einer Theorie des Sprachursprungs bei Sigmund Freud. Berlin 1989.
- Das Feindbild der marxistisch-leninistischen Philosophie in der DDR 1945–1988. Darmstadt 1990.
- Innenansichten ostdeutscher Philosophen (als Herausgeber). Darmstadt 1994.
- Der Totalitarismusbegriff auf dem Prüfstand (ideengeschichtliche, komparatistische und politische Aspekte eines umstrittenen Terminus). Dresden 1996 (der Vortrag wurde am 10. Januar 1995 im Hannah-Arendt-Institut für Totalitarismusforschung e. V. an der TU Dresden gehalten).
- Die Nazifizierung der Philosophie an der Universität Breslau 1933–1945. Münster 2001.
- Die Genealogie der (europäischen) Moderne: oder: die ideen-sozial und politikgeschichtliche Konstitution des modernen Europa. Breslau 2005.
- Grundzüge und Tendenzen unter den Bedingungen von politischer Teilung und Wiedervereinigung. Hamburg 2008.